# Перетворення Мелліна
Перетворення Мелліна — інтегральне перетворення, яке можна розглядати як мультиплікативну версію двостороннього перетворення Лапласа. Це інтегральне перетворення тісно пов'язане з теорією рядів Діріхле і часто використовується в теорії чисел і в теорії асимптотичних розкладів. Перетворення Мелліна тісно пов'язане з перетворенням Лапласа і перетворенням Фур'є, а також теорією гамма-функцій і теорією суміжних спеціальних функцій.
Перетворення названо на честь фінського математика Ялмара Мелліна.

## Визначення
Пряме перетворення Мелліна задається формулою:
{\displaystyle \left\{{\mathcal {M}}f\right\}(s)=\varphi (s)=\int \limits _{0}^{\infty }x^{s-1}f(x)dx}.
Обернене перетворення — формулою:
{\displaystyle \left\{{\mathcal {M}}^{-1}\varphi \right\}(x)=f(x)={\frac {1}{2\pi i}}\int \limits _{c-i\infty }^{c+i\infty }x^{-s}\varphi (s)\,ds}.
Передбачається, що інтегрування відбувається в комплексній площині. Умови, при яких можна робити перетворення, збігаються з умовами теореми оберненого перетворення Мелліна.

## Зв'язок з іншими перетвореннями
Двосторонній інтеграл Лапласа може бути виражений через перетворення Мелліна:
{\displaystyle \left\{{\mathcal {B}}f\right\}(s)=\left\{{\mathcal {M}}f(-\ln x)\right\}(s)}.
І навпаки: перетворення Мелліна виражається через двостороннє перетворення Лапласа формулою:
{\displaystyle \left\{{\mathcal {M}}f\right\}(s)=\left\{{\mathcal {B}}f(e^{-x})\right\}(s).}
Перетворення Фур'є може бути виражено через перетворення Мелліна формулою:
{\displaystyle \left\{{\mathcal {F}}f\right\}(-s)=\left\{{\mathcal {B}}f\right\}(-is)=\left\{{\mathcal {M}}f(-\ln x)\right\}(-is)}.
Навпаки:
{\displaystyle \left\{{\mathcal {M}}f\right\}(s)=\left\{{\mathcal {B}}f(e^{-x})\right\}(s)=\left\{{\mathcal {F}}f(e^{-x})\right\}(is)}.
Перетворення Мелліна також пов'язує інтерполяційні формули Ньютона або біноміальні перетворення з твірною функцією послідовності за допомогою циклу Пуассона — Мелліна — Ньютона.

## Приклади

### Інтеграл Каена — Мелліна
Якщо:
- {\displaystyle c>0,}
- {\displaystyle \Re (y)>0,}
- {\displaystyle y^{-s}} де функція визначена за допомогою головної гілки логарифму,

то 
{\displaystyle e^{-y}={\frac {1}{2\pi i}}\int \limits _{ci\infty }^{c+i\infty }\Gamma (s)y^{-s}\;ds},
де
{\displaystyle \Gamma (s)} — гамма-функція.
Названий на честь Ялмара Мелліна і французького математика Ежена Каена.

## Перетворення Мелліна для просторів Лебега
В гільбертовому просторі перетворення Мелліна можна задати трохи інакше. Для простору {\displaystyle L^{2}(0,\infty )} будь-яка фундаментальна смуга включає в себе {\displaystyle {\tfrac {1}{2}}+i\mathbb {R} }. У зв'язку з цим можна задати лінійний оператор {\displaystyle {\tilde {\mathcal {M}}}} як:
{\displaystyle {\tilde {\mathcal {M}}}\colon L^{2}(0,\infty )\to L^{2}(-\infty ,\infty ),\{{\tilde {\mathcal {M}}}f\}(s):={\frac {1}{\sqrt {2\pi }}}\int \limits _{0}^{\infty }x^{-{\frac {1}{2}}+is}f(x)\,dx}.
Тобто:
{\displaystyle \{{\tilde {\mathcal {M}}}f\}(s):={\tfrac {1}{\sqrt {2\pi }}}\{{\mathcal {M}}f\}({\tfrac {1}{2}}-is)}.
Зазвичай цей оператор позначається {\displaystyle {\mathcal {M}}} і називається перетворенням Мелліна, але тут і надалі ми будемо використовувати позначення {\displaystyle {\tilde {\mathcal {M}}}}.
Теорема про обернене перетворення Мелліна показує, що
{\displaystyle {\tilde {\mathcal {M}}}^{-1}\colon L^{2}(-\infty ,\infty )\to L^{2}(0,\infty ),\{{\tilde {\mathcal {M}}}^{-1}\varphi \}(x)={\frac {1}{\sqrt {2\pi }}}\int \limits _{-\infty }^{\infty }x^{-{\frac {1}{2}}-is}\varphi (s)\,ds.}
Крім того, цей оператор є ізометричним, тобто
{\displaystyle \|{\tilde {\mathcal {M}}}f\|_{L^{2}(-\infty ,\infty )}=\|f\|_{L^{2}(0,\infty )}} для {\displaystyle \forall f\in L^{2}(0,\infty )}.
Це пояснює коефіцієнт {\displaystyle {\frac {1}{\sqrt {2\pi }}}}

## Зв'язок з теорією ймовірностей
У теорії ймовірностей перетворення Мелліна є важливим інструментом для вивчення розподілу випадкових величин
Якщо:
- {\displaystyle D=\{s:a\leqslant \Re (s)\leqslant b\},}
- {\displaystyle a\leqslant 0\leqslant b,}
- {\displaystyle X} — випадкова величина,
- {\displaystyle X^{+}=\max\{X,0\},}
- {\displaystyle X^{-}=\max\{-X,0\},}

то перетворення Мелліна задається як:
{\displaystyle {\mathcal {M}}_{X}(s)=\int \limits _{0}^{\infty }x^{s}dF_{X^{+}}(x)+i\int \limits _{0}^{\infty }x^{s}dF_{X^{-}}(x),}
де {\displaystyle i} — уявна одиниця.
Перетворення Мелліна {\displaystyle {\mathcal {M}}_{X}(it)} випадкової величини {\displaystyle X} однозначно визначає її функцію розподілу {\displaystyle F_{x}}.

## Застосування
Перетворення Мелліна є важливим для інформаційних технологій, особливо для розпізнавання образів.

## Таблиця перетворень Мелліна
| {\displaystyle f(t)\qquad \|\;t\;>\;0} | {\displaystyle F(s)}                                                                                | {\displaystyle S(s)}                                                |
| --- | --------------------------------------------------------------------------------------------------- | ------------------------------------------------------------------- |
| {\displaystyle e^{-at}} | {\displaystyle a^{-s}\cdot \Gamma (s)}                                                              | {\displaystyle \Re \{s\}\;>\;0}                                     |
| {\displaystyle u(t\;-\;a)\cdot t^{b}} | {\displaystyle -\;{\frac {a^{s+b}}{s\;+\;b}}}                                                       | {\displaystyle \Re \{s\}\;<\;-\;\Re \{b\}}                          |
| {\displaystyle u(a\;-\;t)\cdot t^{b}} | {\displaystyle {\frac {a^{s+b}}{s\;+\;b}}}                                                          | {\displaystyle \Re \{s\}\;<\;-\;\Re \{b\}}                          |
| {\displaystyle \left[{\frac {}{}}u(t\;-\;a)\;-\;u(t)\right]\cdot t^{b}} | {\displaystyle -\;{\frac {a^{s+b}}{s\;+\;b}}}                                                       | {\displaystyle \Re \{-s\}\;>\;-\;\Re \{b\}}                         |
| {\displaystyle {\frac {1}{1\;+\;t}}} | {\displaystyle {\frac {\pi }{\sin(\pi s)}}}                                                         | {\displaystyle 0\;<\;\Re \{s\}\;<\;1}                               |
| {\displaystyle {\frac {1}{(1\;+\;t)^{b}}}} | {\displaystyle {\frac {\Gamma (s)\cdot \Gamma (b\;-\;s)}{\Gamma (b)}}}                              | {\displaystyle 0\;<\;\Re \{s\}\;<\;\Re \{b\}}                       |
| {\displaystyle {\frac {1}{1\;-\;t}}} | {\displaystyle \pi \;\cot(\pi s)}                                                                   | {\displaystyle 0\;<\;\Re \{s\}\;<\;1}                               |
| {\displaystyle {\frac {1}{1\;+\;t^{2}}}} | {\displaystyle {\frac {\pi }{2\sin \left({\frac {\pi s}{2}}\right)}}}                               | {\displaystyle }                                                    |
| {\displaystyle u(1\;-\;t)\cdot (1\;-\;t)^{z-1}} | {\displaystyle {\frac {\Gamma (s)\cdot \Gamma (z)}{\Gamma (s\;+\;z)}}}                              | {\displaystyle \Re \{s\}\;>\;0}                                     |
| {\displaystyle u(t\;-\;1)\cdot (t\;-\;1)^{-w}} | {\displaystyle {\frac {\Gamma (w\;-\;s)\cdot \Gamma (1\;-\;w)}{\Gamma (1\;-\;s)}}}                  | {\displaystyle \Re \{s\}\;<\;\Re \{w\}}                             |
| {\displaystyle \sin(t)} | {\displaystyle \Gamma (s)\cdot \sin \left({\frac {\pi s}{2}}\right)}                                | {\displaystyle -1\;<\;\Re \{s\}\;<\;1}                              |
| {\displaystyle \cos(t)} | {\displaystyle \Gamma (s)\cdot \cos \left({\frac {\pi s}{2}}\right)}                                | {\displaystyle 0\;<\;\Re \{s\}\;<\;1}                               |
| {\displaystyle u(t\;-\;1)\cdot \sin \left({\frac {}{}}z\;\ln(t)\right)} | {\displaystyle {\frac {z}{s^{2}\;+\;z^{2}}}}                                                        | {\displaystyle \Re \{s\}\;<\;-\left\|{\frac {}{}}\Im \{z\}\right\|} |
| {\displaystyle u(1\;-\;t)\cdot \sin \left({\frac {}{}}-\;z\;\ln(t)\right)} | {\displaystyle {\frac {z}{s^{2}\;+\;z^{2}}}}                                                        | {\displaystyle \Re \{s\}\;>\;\left\|{\frac {}{}}\Im \{z\}\right\|}  |
| {\displaystyle \left[u(t)\;-\;u(t\;-\;a)\right]\cdot \ln \left({\frac {a}{t}}\right)} | {\displaystyle {\frac {a^{s}}{s^{2}}}}                                                              | {\displaystyle \Re \{s\}\;>\;0}                                     |
| {\displaystyle \ln(t\;+\;1)} | {\displaystyle {\frac {\pi }{s\cdot \sin(\pi s)}}}                                                  | {\displaystyle -1\;<\;\Re \{s\}\;<\;0}                              |
| {\displaystyle u(b\;-\;t)\cdot \ln(b\;-\;t)} | {\displaystyle -\;{\frac {b^{s}}{s}}\cdot \left[\Psi (s\;+\;1)\;+\;{\frac {\ln \gamma }{b}}\right]} | {\displaystyle \Re \{s\}\;>\;0}                                     |
| {\displaystyle {\frac {\ln(t\;+\;1)}{t}}} | {\displaystyle {\frac {\pi }{(1\;-\;s)\cdot \sin(\pi s)}}}                                          | {\displaystyle -1\;<\;\Re \{s\}\;<\;0}                              |
| {\displaystyle \ln \left\|{\frac {1\;+\;t}{1\;-\;t}}\right\|} | {\displaystyle {\frac {\pi }{s}}\cdot \tan(\pi s)}                                                  | {\displaystyle -1\;<\;\Re \{s\}\;<\;1}                              |
| {\displaystyle {\frac {1}{e^{t}\;-\;1}}} | {\displaystyle \Gamma (s)\cdot \zeta (s)}                                                           | {\displaystyle \Re \{s\}\;>\;1}                                     |
| {\displaystyle {\frac {1}{t}}\cdot e^{-{\frac {1}{t}}}} | {\displaystyle \Gamma (1\;-\;s)}                                                                    | {\displaystyle -\infty \;<\;\Re \{s\}\;<\;1}                        |
| {\displaystyle e^{-x^{2}}} | {\displaystyle {\frac {1}{2}}\;\Gamma \left({\frac {s}{2}}\right)}                                  | {\displaystyle 0\;<\;\Re \{s\}\;<\;1}                               |
| {\displaystyle e^{ibt}} | {\displaystyle b^{-s}\cdot \Gamma (s)\cdot e^{\frac {i\pi s}{2}}}                                   | {\displaystyle 0\;<\;\Re \{s\}\;<\;1}                               |
| {\displaystyle \delta (t\;-\;a)} | {\displaystyle a^{s-1}}                                                                             | {\displaystyle {\mathcal {C}}}                                      |
| {\displaystyle \sum _{n=1}^{\infty }\delta (t\;-\;an)} | {\displaystyle a^{s-1}\cdot \zeta (1\;-\;s)}                                                        | {\displaystyle \Re \{s\}\;<\;0}                                     |
| {\displaystyle t^{b}} | {\displaystyle \delta (b\;+\;s)}                                                                    | {\displaystyle \emptyset }                                          |
| де: - {\displaystyle u(t)\,} є функцією Гевісайда - {\displaystyle \delta (x)\,} є є дельта-функцією Дірака - {\displaystyle \Psi (x)\,} є Дигамма-функція - {\displaystyle \zeta (x)\,} — дзета-функція Рімана - {\displaystyle a,b\in \mathbb {R} \;\|\;a\;>\;0} - {\displaystyle z,w\in \mathbb {C} \;\|\;\Re \{z\}\;>\;0\;\land \;\Re \{w\}\;<\;1} - {\displaystyle \gamma \,} — константа Ейлера - {\displaystyle S(s)} — область визначення функції {\displaystyle F(s).} | |                                                                     |